# Логан (Канзас)
Логан (енгл. Logan) град је у америчкој савезној држави Канзас.

## Демографија
По попису из 2010. године број становника је 589, што је 14 (-2,3%) становника мање него 2000. године.
| Група             | 2000.       | 2010.       |
| Белци             | 599 (99,3%) | 579 (98,3%) |
| Афроамериканци    | 1 (0,2%)    | 0 (0,0%)    |
| Азијати           | 0 (0,0%)    | 0 (0,0%)    |
| Хиспаноамериканци | 0 (0,0%)    | 9 (1,5%)    |
| Укупно            | 603         | 589         |